# Дячук, Назар Юрьевич
Назар (Назарий) Дячук (укр. Назар Дячук; род. 1991) — украинский спортсмен по пауэрлифтингу, Мастер спорта Украины международного класса (2009).

## Биография
Родился в 1991 году.
Пауэрлифтингом занимался с 15 лет под руководством Инны и Василия Оробец. Позже стал тренироваться у Леонида Плетницкого. Учился в Прикарпатском национальном университете имени Василия Стефаника. Живет в Коломые. 
В 2009 году Назар Дячук выиграл чемпионат мира по жиму лежа среди юношей. В 2014 году на чемпионате мира среди юниоров по жиму лежа завоевал золотую награду (категория до 93 кг).